# Futuro antico II
Futuro antico II - Sulle orme dei patriarchi è un album del cantautore italiano Angelo Branduardi, pubblicato nel 1998.
Si tratta del secondo capitolo del progetto Futuro antico.
Branduardi suona con il gruppo Finisterrae. La direzione è affidata al maestro Renato Serio, come nel precedente disco.

## Tracce
1. Schiarazula marazula  (1578)
2. Ballo Milanese
3. Suite Anglese - Ballo Anglese, Saltarello / Now, o now I need must part (1597) / The frog Gaillard
4. Suite La Parma - La Parma e Saltarello / Tema di Leonetta / La Spagnoletta (1581) / Ronde mon ami (1551)
5. Suite d'Angleterre - Allemande d'Angleterre (1557) / Pavane "Belle qui tiens ma vie" (1588) /  Gaillarde "si  pour t'aimer" (1571)
6. Suite dell'Arboscello - L'arboscello ballo Furlano / Tourdion (1530) / Putta Nera Ballo Furlano
7. Suite Tedesca e Ungaresca - Tedesca e Saltarello / Wascha Mesa (1536) / Tedesca e Saltarella / Ungaresca, Saltarello
8. Suite Francese - Ballo Francese e Saltarello / Je ne l'ose dire (1572)
9. Suite della Paganina - Pass'e mezzo della Paganina e Saltarello / Fuggi, fuggi (1645)

Dal brano Schiarazula marazula Branduardi ha tratto ispirazione per la composizione del brano Ballo in FA diesis minore inserito nell'album La pulce d'acqua; 
dal brano "Tourdion" (inserito nella "suite dell'arboscello") ha tratto ispirazione per la canzone "Donna ti voglio cantare" contenuta nel disco Cogli la prima mela

## Formazione
- Angelo Branduardi: voce, liuto, violino
- Carlo Brignola: didjeridoo
- Pier Carlo Zanco: contrabbasso
- Mohssen Kasirosafar: zarb, dayrè, daf, shofar
- Sara Modigliani: voce, flauti dritti, bastone della pioggia
- Cristina Scrima: flauti dritti, traversiere, bombarda, cromorno
- Fulvia Roberti: voce, flauti dritti, salterio, setar, campane tubolari, dulcimer, tambour du bearn
- Roberto Caravella: tiorba, arciliuto, chitarrone, liuto, viola da Gamba, ghironda, santur, viella, ribeca, oud, citara, tromba marina, satz
- Vladimiro Galiano: cromorno, flauto, bombarda, viola
- Dario Marusic: cornamusa, pifferi
- Falciano Miani: clarinetto